# هنري بوراسا
هنري بوراسا هو ناشط سلام وصحفي وسياسي كندي، ولد في 1 سبتمبر 1868 في مونتريال في كندا، وتوفي في 31 أغسطس 1952 في أترمون في كندا. نشط حزبياً في الحزب الليبرالي الكندي ومستقل.

## مناصب
- انتخب عمدة بابينيوفيل (1896 – 1898).
- انتخب عمدة مونتيبيلو (1890 – 1894).
- انتخب عضو الجمعية الوطنية في كيبك [الإنجليزية]‏ عن دائرة Labelle (federal electoral district) [الإنجليزية]‏ (1896 – 1907).
- انتخب عضو مجلس العموم الكندي.

## وصلات خارجية
- هنري بوراسا على موقع الموسوعة البريطانية (الإنجليزية)